# Gerrit Oosting
Gerrit Oosting (Zwartemeer, 12 april 1941 – Oldenzaal, 15 november 2012) was een Nederlands burgemeester en politicus.
Oosting begon zijn carrière als leraar in het onderwijs in de Overijsselse plaats Oldenzaal. In 1978 verruilde hij zijn onderwijsfunctie voor een politieke functie toen hij in deze plaats wethouder werd voor de PvdA. Van 1987 tot 1997 was hij burgemeester van de gemeente Gieten. In die periode was hij van 1991-1992 tevens waarnemend burgemeester van Eelde. Vervolgens was hij van 1998 tot 2001 waarnemend burgemeester van Ambt Delden. In 2008 werd hij benaderd voor het tijdelijk burgemeesterschap van Vlagtwedde, een functie die hij bekleedde van 7 januari 2009 tot 1 september 2009.